# Silvester Plotajs Sicoe
Silvester Plotajs Sicoe, slovenski slikar in grafik, * 12. april 1965.

## Življenje in delo
Leta 1988 je diplomiral pri profesorju Emeriku Bernardu na Akademiji za likovno umetnost v Ljubljani ter tam nadaljeval podiplomski študij slikarstva pri profesorju Gustavu Gnamušu in grafike pri profesorju Lojzetu Logarju. Leta 1990 se je študijsko izpopolnjeval pri profesorju Martinu Tissingu na Akademiji Minerva v Groningenu na Nizozemskem. Kot svobodni umetnik deluje v Ljubljani.
Plotajs je figuralik in kolorist. Navdušen nad nemškim ekspresionizmom ostaja zavezan štafelajski sliki. Vsebinsko upodablja kaotičnost sočasnega urbanega sveta in idole množične kulture. Slika v čistih, živih, močnih barvah z energično potezo čopiča. Slike so večinoma v velikih formatih. Na eni sliki nam posreduje množico različnih informacij. Pri interpretaciji sveta je zavezan lastni umetniški svobodi. Piše tudi pesmi in kratka poetična besedila. Zanj bi lahko rekli, da umetnost vidno živi, kot malokateri slovenski umetnik.
V Študiji avtoportreta pravi: "...Vse videno preoblikujem in prepojim z osebno psihično pozicijo, ki me kot ustvarjalca in človeka postavlja v enkraten odnos z zunanjim svetom. Idejo pregnetem, obdelam z imaginacijo, da se izlušči bistvo... Nimam pravil, kako ustvarjati, nič ni prepovedano; gradim, rušim in spet gradim...".
Plotajs redno in pogosto razstavlja doma in v tujini. Udeležuje se tudi slikarskih kolonij. 

## Nagrade
- 1987 Študentska prešernova nagrada za slikarstvo
- 1990 Odkupna nagrada ZDSLU na razstavi Slovenska grafika
- 1995 1. nagrada Bienala mesta Kranj
- 1995 velika nagrada Mednarodni Ex-tempore Piran
- 1996 2. nagrada majski salon ZDSLU
- 2013 Priznanje Riharda Jakopiča, stanovska nagrada za likovno umetnost za leto 2012, podeljujejo jo ALUO, Moderna galerija, Zveza likovnih kritikov in ZDSLU
- 2021 Nagrada Riharda Jakopiča, stanovska nagrada, podeljujejo jo ALUO, Moderna galerija, Zveza likovnih kritikov in ZDSLU